# Station Sønderborg
Station Sønderborg is een station in Sønderborg, Denemarken. Het is tegenwoordig een kopstation als  eindpunt van de lijn Sønderborg - Tinglev. Het station ligt op Jutland, terwijl de stad grotendeels op het eiland Als ligt.
In de stad, op het eiland, lag vroeger een tweede station, Sønderborg By, dat het vertrekpunt was van de lijn Vollerup - Nordborg, een smalspoorlijn op het eiland, en later een station werd aan de lijn
Sønderborg - Mommark Færge. 
Deze laatste lijn vertrok vanaf het station op Jutland en reed over de Koning Christiaan X-brug het eiland op. De lijn gaf onder meer een verbinding naar de veerboot naar Faaborg op het eiland Funen. De verbinding via Faaborg was vanaf Sønderborg de kortste route naar Kopenhagen. De lijn is inmiddels gesloten en het station is niet meer in gebruik. De brug is tegenwoordig enkel nog voor autoverkeer.

## Stationsgebouw

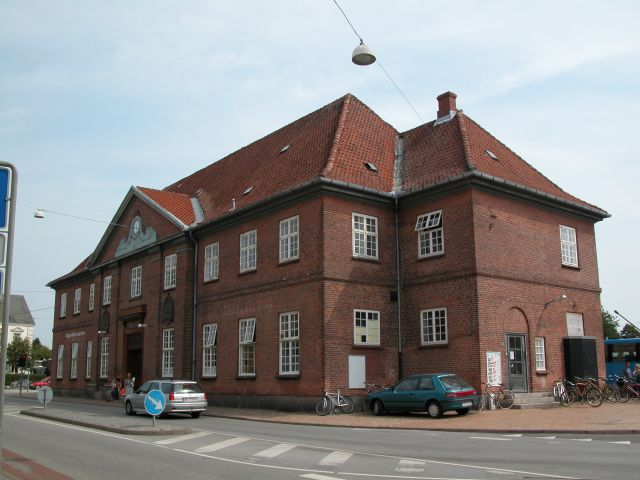
Station Sønderborg By

Het huidige station bestaat slechts uit een perron met twee sporen met een kaartjesautomaat. Het oorspronkelijke station uit 1901 werd in 1967 vervangen door een modern gebouw. Dit werd echter in 2004 gesloopt. Het stationsgebouw op het eiland,  station Sønderborg By bestaat nog wel, maar heeft geen spoorwegfunctie meer. Het heeft een functie als autobusstation, en is vertrekpunt voor een aantal buslijnen op Als.